# Campeonato Mundial de Atletismo Sub-20 de 2022 - 1500 m masculino
A prova dos 1500 metros masculino do Campeonato Mundial de Atletismo Sub-20 de 2022 ocorreu entre os dias 1 a 3 de agosto de 2022 no Estádio Olímpico Pascual Guerrero, em Cali, na Colômbia.

## Recordes
Antes desta competição, os recordes mundiais e do campeonato nesta prova eram os seguintes:
|       | Nome              | Nacionalidade | Tempo   | Local          | Data                |
| ----- | ----------------- | ------------- | ------- | -------------- | ------------------- |
| WU20R | Ronald Kwemoi     | Quênia        | 3:28.81 | Mónaco         | 18 de julho de 2014 |
| CR    | Abdalaati Iguider | Marrocos      | 3:35.53 | Grosseto       | 15 de julho de 2004 |
| WU20L | Reynold Cheruiyot | Quênia        | 3:34.53 | Heusden-Zolder | 2 de julho de 2022  |

## Medalhistas
| Ouro                    | Prata              | Bronze               |
| Reynold Cheruiyot (KEN) | Ermias Girma (ETH) | Daniel Kimaiyo (KEN) |

## Cronograma
Todos os horários são locais (UTC-5).
| Data        | Hora  | Evento  |
| ----------- | ----- | ------- |
| 1 de agosto | 06:45 | Bateria |
| 3 de agosto | 16:55 | Final   |

## Resultados

### Bateria
Qualificação: Os 3 primeiros de cada bateria (Q) e os 3 tempos mais rápidos (q).
| Posição | Bateria | Atleta                    | Nacionalidade  | Tempo   | Notas |
| ------- | ------- | ------------------------- | -------------- | ------- | ----- |
| 1       | 2       | Reynold Cheruiyot         | Quênia         | 3:40.96 | Q     |
| 2       | 1       | Daniel Kimaiyo            | Quênia         | 3:42.69 | Q     |
| 3       | 1       | Adihana Kasaye            | Etiópia        | 3:43.06 | Q     |
| 4       | 1       | Filip Rak                 | Polónia        | 3:44.84 | Q     |
| 5       | 2       | Vivien Henz               | Luxemburgo     | 3:45.04 | Q     |
| 6       | 3       | Ermias Girma              | Etiópia        | 3:45.40 | Q     |
| 7       | 2       | Max Davies                | Canadá         | 3:45.55 | Q     |
| 8       | 1       | Jonathan Grahn            | Suécia         | 3:45.58 | q     |
| 9       | 3       | Nathan Green              | Estados Unidos | 3:45.80 | Q     |
| 10      | 3       | Ethan Hussey              | Reino Unido    | 3:46.18 | Q     |
| 11      | 3       | Zane Powell               | Nova Zelândia  | 3:46.56 | q     |
| 12      | 3       | Kevin Kamenschak          | Áustria        | 3:46.60 | q     |
| 13      | 3       | Fikadu Fikadu Dawit Girma | Bahrein        | 3:47.04 |       |
| 14      | 2       | Ferenc Soma Kovács        | Hungria        | 3:47.20 |       |
| 15      | 2       | Thomas Serafini           | Itália         | 3:47.55 |       |
| 16      | 2       | Christoph Schrick         | Alemanha       | 3:47.68 |       |
| 17      | 1       | Hosea Kiprop              | Uganda         | 3:48.43 |       |
| 18      | 3       | Esten Hauen               | Noruega        | 3:48.74 |       |
| 19      | 3       | Regis Thibert             | Bélgica        | 3:49.42 |       |
| 20      | 2       | Bade Alsweed              | Kuwait         | 3:49.52 |       |
| 21      | 2       | Johannes Morepe           | África do Sul  | 3:49.63 |       |
| 22      | 3       | Sanele Zinxunge           | África do Sul  | 3:49.88 |       |
| 23      | 3       | Stefan Nillessen          | Países Baixos  | 3:50.36 |       |
| 24      | 1       | Hassan Idleh Diraneh      | Djibuti        | 3:50.72 |       |
| 25      | 3       | Said Ameri                | Argélia        | 3:50.78 |       |
| 26      | 1       | Arjun Waskale             | Índia          | 3:51.10 |       |
| 27      | 2       | David Ninavia Mamani      | Bolívia        | 3:52.18 |       |
| 28      | 2       | Jumpei Maseda             | Japão          | 3:52.25 |       |
| 29      | 1       | William Knol              | Países Baixos  | 3:53.50 |       |
| 30      | 2       | Brayan Antonio Jara       | Chile          | 3:54.36 |       |
| 31      | 3       | Peyton Craig              | Austrália      | 3:55.14 |       |
| 32      | 1       | Matthew Erickson          | Canadá         | 3:55.16 |       |
| 33      | 1       | Bálint Szinte             | Hungria        | 3:56.06 |       |
| 34      | 1       | Muluken Tewalt            | Estados Unidos | 3:56.54 |       |
| 35      | 3       | Pavel Vinduška            | Chéquia        | 3:57.22 |       |
| 36      | 1       | Patrick Cantlon           | Austrália      | 3:57.50 |       |
| 37      | 1       | Benjamin Olsen            | Noruega        | 3:57.64 |       |
| 38      | 2       | Gabriel Timba             | França         | 4:03.35 |       |
| 39      | 2       | Karsen Vesty              | Nova Zelândia  | 4:17.86 |       |
| 40      | 1       | Ondřej Gajdoš             | Chéquia        | DNF     | DNF   |
| 41      | 2       | Abdo-Razak Hassan         | Djibuti        | DNF     | DNF   |

### Final
A prova final foi realizada no dia 3 de agosto às 16:55. 
| Posição           | Atleta            | Nacionalidade | Tempo          | Notas           |
| ----------------- | ----------------- | ------------- | -------------- | --------------- |
| Medalha de ouro   | Reynold Cheruiyot | Quênia        | 3:35.83        |                 |
| Medalha de prata  | Ermias Girma      | Etiópia       | 3:37.24        |                 |
| Medalha de bronze | Daniel Kimaiyo    | Quênia        | 3:37.43        |                 |
| 4                 | Adihana Kasaye    | Etiópia       | 3:38.10        |                 |
| 5                 | Nathan Green      | Austrália     | 3:39.44        |                 |
| 6                 | Ethan Hussey      | Reino Unido   | 3:39.60 [.593] | Recorde pessoal |
| 7                 | Vivien Henz       | Luxemburgo    | 3:39.60 [.600] |                 |
| 8                 | Kevin Kamenschak  | Áustria       | 3:40.95        | Recorde pessoal |
| 9                 | Jonathan Grahn    | Suécia        | 3:43.96        |                 |
| 10                | Filip Rak         | Polónia       | 3:44.12        | Recorde pessoal |
| 11                | Max Davies        | Canadá        | 3:50.76        |                 |
| 12                | Zane Powell       | Nova Zelândia | 3:59.19        |                 |

Legenda
| Recorde mundial       | Recorde mundial (World record)               |                       | Recorde africano                      | Recorde africano (African) |                                           | Q | Classificado por posição (Qualified) |
| Recorde do campeonato | Recorde do campeonato (Championship record)  | Recorde da América    | Recorde da América (Americas)         | q                          | Classificado por melhor tempo (Qualified) |   |                                      |
| Melhor marca do ano   | Melhor marca do ano (World leading)          | Recorde asiático      | Recorde asiático (Asian)              | DNS                        | Não largou (Did not start)                |   |                                      |
| Recorde nacional      | Recorde nacional (National record)           | Recorde europeu       | Recorde europeu (European)            | DNF                        | Não terminou (Did not finish)             |   |                                      |
| Recorde pessoal       | Recorde pessoal do atleta (Personal best)    | Recorde da Oceania    | Recorde da Oceania (Oceania)          | DSQ / DQ                   | Desclassificado (Disqualified)            |   |                                      |
| Recorde da temporada  | Recorde da temporada do atleta (Season best) | Recorde sul-americano | Recorde sul-americano (South America) | NM                         | Sem marca (No mark)                       |   |                                      |